# Mukagali Makatajev
Mukagali Makatajev, kazašsky Мұқағали Мақатаев (9. února 1931, Karasaz – 27. března 1976, Almaty) byl kazašský spisovatel a překladatel.
V letech 1948–1949 studoval na Fakultě filologie Kazašské státní univerzity. V letech 1952–1969 pracoval jako učitel ruského jazyka na střední škole, jako hlasatel Kazašského rozhlasu a jako editor novin Советтік шекара. Své literární texty publikoval v časopisech Социалистік Қазақстан, Мәдениет және Тұрмыс a Жұлдыз. V roce 1970 se stal členem Svazu spisovatelů Kazachstánu. V letech 1973–1974 studoval na moskevském Ústavu umění a literatury.
První verše publikoval roku 1948. Na literární scéně prorazil však až roku 1962 sbírkou Аппассионата. Další texty patří dnes v kazašské literatuře ke klasice (Армысыңдар достар, 1966, Қарлығашым келдің бе?, 1968, Дариға жүрек, 1972, Аққулар ұйықтағанда, 1974, Шуағым менің, 1975, Өмір-дастан, 1976, Өмір-өзен, 1978 Жырлайды жүрек, 1982, Шолпан, 1984). Řada jeho básní byla zhudebněna. Jeho prózy byly vydány v souboru Қос қарлығаш roku 1988.
Do kazaštiny přeložil sonety Williama Shakespeara (1970), básně Walta Whitmana (1969) či Danteho Božskou komedii (1971).